# Vanne (Ébron)
Die Vanne ist ein kleiner Fluss im Südosten von Frankreich, der im Département Isère der Region Auvergne-Rhône-Alpes südlich der Stadt Grenoble in der Landschaft Trièves verläuft.

## Geographie

### Verlauf

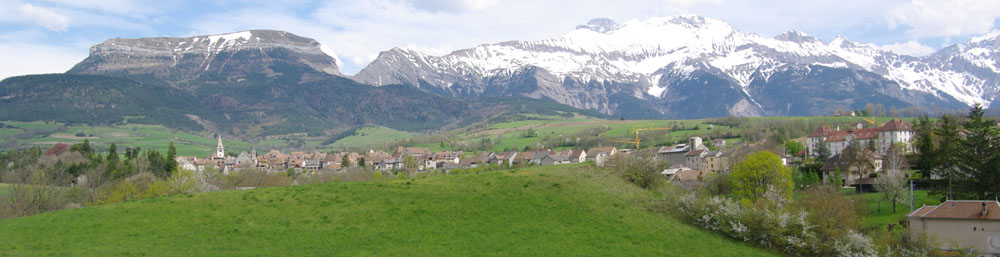
Blick über Mens zum Dévoly-Massiv, dem Quellgebiet der Vanne

Die Vanne entspringt unter dem Namen Ruisseau de Merdaret südlich des Col de la Brèche (1655 m) im Dévoluy-Massiv, im Nordosten der Gemeinde Saint-Baudille-et-Pipet. Sie verläuft zunächst Richtung Südwesten, schwenkt dann auf Nordwest und mündet nach insgesamt rund 15 Kilometern an der Gemeindegrenze von Cornillon-en-Trièves und Prébois als rechter Nebenfluss in den Ébron.

### Orte am Fluss
(Reihenfolge in Fließrichtung)
- Longueville, Gemeinde Saint-Baudille-et-Pipet
- Les Ours, Gemeinde Saint-Baudille-et-Pipet
- Saint-Baudille-et-Pipet
- Saint-Beauvais, Gemeinde Saint-Baudille-et-Pipet
- Mens
- Les Merlons, Gemeinde Prébois